# Samarkandyk
Samarkandyk (kirgisisch Самаркандык) ist ein Dorf in Kirgisistan mit 7556 Einwohnern (Stand 2022).

## Geographie
Das Dorf liegt im Rajon Batken des Oblus Batken. Es ist Verwaltungssitz der Landgemeinde Samarkandyk. Samarkandyk liegt im westlichen Teil des Rajon an der Grenze zu Tadschikistan unweit von Tschorkuh am linken Ufer der Isfara. Es befindet sich in einer Entfernung von etwa 25 Kilometern (Luftlinie) südöstlich der Stadt Batken, dem Verwaltungszentrum des Rajon und des Oblus.

## Bevölkerung
| Jahr | Einwohner |
| ---- | --------- |
| 2009 | 5442      |
| 2015 | 6433      |
| 2022 | 7566      |

Anmerkung: 2009, 2022 Volkszählungsdaten, 2015 Fortschreibung